# Шавењ (Мен и Лоара)
Шавењ (фр. Chavaignes) насеље је и општина у западној Француској у региону Лоара, у департману Мен и Лоара која припада префектури Сомир.
По подацима из 2011. године у општини је живело 102 становника, а густина насељености је износила 13,75 становника/km². Општина се простире на површини од 7,42 km². Налази се на средњој надморској висини од 60 метара (максималној 89 m, а минималној 74 m).

## Демографија
| 1962. | 1968. | 1975. | 1982. | 1990. | 1999. | 2011. |
| ----- | ----- | ----- | ----- | ----- | ----- | ----- |
| 197   | 171   | 154   | 134   | 97    | 113   | 102   |

График промене броја становника у току последњих година